# دینتلورد
دینتلورد (به هلندی: Dinteloord) یک منطقهٔ مسکونی در هلند است که در استین‌برخن واقع شده‌است. دینتلورد ۲٫۵۹ کیلومتر مربع مساحت و ۵٬۶۲۱ نفر جمعیت دارد.